# The Lady Killer (album)
The Lady Killer is het derde album van de Amerikaanse zanger en rapper Cee Lo Green. Het album werd in Nederland op 5 november 2010 uitgegeven.

## Tracklist
| Nr. | Titel                                  | Duur |
| --- | -------------------------------------- | ---- |
| 1.  | The Lady Killer Theme (Intro)          | 1:37 |
| 2.  | Bright Lights, Bigger City             | 3:38 |
| 3.  | Forget You                             | 3:42 |
| 4.  | Wildflower                             | 4:02 |
| 5.  | Bodies                                 | 3:43 |
| 6.  | Please (featuring Selah Sue)           | 5:00 |
| 7.  | Satisfied                              | 3:26 |
| 8.  | I Want You                             | 3:36 |
| 9.  | Cry Baby                               | 3:27 |
| 10. | Fool for You (featuring Philip Bailey) | 3:40 |
| 11. | It's OK                                | 3:46 |
| 12. | Old Fashioned                          | 3:24 |
| 13. | The Lady Killer Theme (Outro)          | 0:58 |
| 14. | F**k you! (Bonus Track)                | 3:43 |

## Hitnoteringen

### NederlandseAlbum Top 100
| Hitnotering: (Week 1 t/m 2) 13-11-2010 t/m 20-11-2010 Hitnotering: (Week 3) 11-12-2010 Hitnotering: (Week 4 t/m 13) 12-03-2011 t/m 14-05-2011 Hitnotering: (Week 14 t/m 18) 09-07-2011 t/m 06-08-2011 Hitnotering: (Week 19) 20-08-2011 | Hitnotering: (Week 1 t/m 2) 13-11-2010 t/m 20-11-2010 Hitnotering: (Week 3) 11-12-2010 Hitnotering: (Week 4 t/m 13) 12-03-2011 t/m 14-05-2011 Hitnotering: (Week 14 t/m 18) 09-07-2011 t/m 06-08-2011 Hitnotering: (Week 19) 20-08-2011 | Hitnotering: (Week 1 t/m 2) 13-11-2010 t/m 20-11-2010 Hitnotering: (Week 3) 11-12-2010 Hitnotering: (Week 4 t/m 13) 12-03-2011 t/m 14-05-2011 Hitnotering: (Week 14 t/m 18) 09-07-2011 t/m 06-08-2011 Hitnotering: (Week 19) 20-08-2011 | Hitnotering: (Week 1 t/m 2) 13-11-2010 t/m 20-11-2010 Hitnotering: (Week 3) 11-12-2010 Hitnotering: (Week 4 t/m 13) 12-03-2011 t/m 14-05-2011 Hitnotering: (Week 14 t/m 18) 09-07-2011 t/m 06-08-2011 Hitnotering: (Week 19) 20-08-2011 | Hitnotering: (Week 1 t/m 2) 13-11-2010 t/m 20-11-2010 Hitnotering: (Week 3) 11-12-2010 Hitnotering: (Week 4 t/m 13) 12-03-2011 t/m 14-05-2011 Hitnotering: (Week 14 t/m 18) 09-07-2011 t/m 06-08-2011 Hitnotering: (Week 19) 20-08-2011 | Hitnotering: (Week 1 t/m 2) 13-11-2010 t/m 20-11-2010 Hitnotering: (Week 3) 11-12-2010 Hitnotering: (Week 4 t/m 13) 12-03-2011 t/m 14-05-2011 Hitnotering: (Week 14 t/m 18) 09-07-2011 t/m 06-08-2011 Hitnotering: (Week 19) 20-08-2011 | Hitnotering: (Week 1 t/m 2) 13-11-2010 t/m 20-11-2010 Hitnotering: (Week 3) 11-12-2010 Hitnotering: (Week 4 t/m 13) 12-03-2011 t/m 14-05-2011 Hitnotering: (Week 14 t/m 18) 09-07-2011 t/m 06-08-2011 Hitnotering: (Week 19) 20-08-2011 | Hitnotering: (Week 1 t/m 2) 13-11-2010 t/m 20-11-2010 Hitnotering: (Week 3) 11-12-2010 Hitnotering: (Week 4 t/m 13) 12-03-2011 t/m 14-05-2011 Hitnotering: (Week 14 t/m 18) 09-07-2011 t/m 06-08-2011 Hitnotering: (Week 19) 20-08-2011 | Hitnotering: (Week 1 t/m 2) 13-11-2010 t/m 20-11-2010 Hitnotering: (Week 3) 11-12-2010 Hitnotering: (Week 4 t/m 13) 12-03-2011 t/m 14-05-2011 Hitnotering: (Week 14 t/m 18) 09-07-2011 t/m 06-08-2011 Hitnotering: (Week 19) 20-08-2011 | Hitnotering: (Week 1 t/m 2) 13-11-2010 t/m 20-11-2010 Hitnotering: (Week 3) 11-12-2010 Hitnotering: (Week 4 t/m 13) 12-03-2011 t/m 14-05-2011 Hitnotering: (Week 14 t/m 18) 09-07-2011 t/m 06-08-2011 Hitnotering: (Week 19) 20-08-2011 | Hitnotering: (Week 1 t/m 2) 13-11-2010 t/m 20-11-2010 Hitnotering: (Week 3) 11-12-2010 Hitnotering: (Week 4 t/m 13) 12-03-2011 t/m 14-05-2011 Hitnotering: (Week 14 t/m 18) 09-07-2011 t/m 06-08-2011 Hitnotering: (Week 19) 20-08-2011 | Hitnotering: (Week 1 t/m 2) 13-11-2010 t/m 20-11-2010 Hitnotering: (Week 3) 11-12-2010 Hitnotering: (Week 4 t/m 13) 12-03-2011 t/m 14-05-2011 Hitnotering: (Week 14 t/m 18) 09-07-2011 t/m 06-08-2011 Hitnotering: (Week 19) 20-08-2011 | Hitnotering: (Week 1 t/m 2) 13-11-2010 t/m 20-11-2010 Hitnotering: (Week 3) 11-12-2010 Hitnotering: (Week 4 t/m 13) 12-03-2011 t/m 14-05-2011 Hitnotering: (Week 14 t/m 18) 09-07-2011 t/m 06-08-2011 Hitnotering: (Week 19) 20-08-2011 |
| Week: | 1 | 2 | | 3 | | 4 | 5 | 6 | 7 | 8 | 9 | 10 |
| --- | --- | --- | --- | --- | --- | --- | --- | --- | --- | --- | --- | --- |
| Positie: | 43 | 93 | uit | 92 | uit | 80 | 59 | 55 | 49 | 51 | 34 | 61 |
| Week: | 11 | 12 | 13 | | 14 | 15 | 16 | 17 | 18 | | 19 | |
| Positie: | 67 | 71 | 84 | uit | 76 | 91 | 57 | 66 | 90 | uit | 98 | uit |

### VlaamseUltratop 100Albums
| Hitnotering: (Week 1 t/m 3) 13-11-2010 t/m 27-11-2010 Hitnotering: (Week 4 t/m 12) 23-04-2011 t/m 18-06-2011 | Hitnotering: (Week 1 t/m 3) 13-11-2010 t/m 27-11-2010 Hitnotering: (Week 4 t/m 12) 23-04-2011 t/m 18-06-2011 | Hitnotering: (Week 1 t/m 3) 13-11-2010 t/m 27-11-2010 Hitnotering: (Week 4 t/m 12) 23-04-2011 t/m 18-06-2011 | Hitnotering: (Week 1 t/m 3) 13-11-2010 t/m 27-11-2010 Hitnotering: (Week 4 t/m 12) 23-04-2011 t/m 18-06-2011 | Hitnotering: (Week 1 t/m 3) 13-11-2010 t/m 27-11-2010 Hitnotering: (Week 4 t/m 12) 23-04-2011 t/m 18-06-2011 | Hitnotering: (Week 1 t/m 3) 13-11-2010 t/m 27-11-2010 Hitnotering: (Week 4 t/m 12) 23-04-2011 t/m 18-06-2011 | Hitnotering: (Week 1 t/m 3) 13-11-2010 t/m 27-11-2010 Hitnotering: (Week 4 t/m 12) 23-04-2011 t/m 18-06-2011 | Hitnotering: (Week 1 t/m 3) 13-11-2010 t/m 27-11-2010 Hitnotering: (Week 4 t/m 12) 23-04-2011 t/m 18-06-2011 | Hitnotering: (Week 1 t/m 3) 13-11-2010 t/m 27-11-2010 Hitnotering: (Week 4 t/m 12) 23-04-2011 t/m 18-06-2011 | Hitnotering: (Week 1 t/m 3) 13-11-2010 t/m 27-11-2010 Hitnotering: (Week 4 t/m 12) 23-04-2011 t/m 18-06-2011 | Hitnotering: (Week 1 t/m 3) 13-11-2010 t/m 27-11-2010 Hitnotering: (Week 4 t/m 12) 23-04-2011 t/m 18-06-2011 | Hitnotering: (Week 1 t/m 3) 13-11-2010 t/m 27-11-2010 Hitnotering: (Week 4 t/m 12) 23-04-2011 t/m 18-06-2011 | Hitnotering: (Week 1 t/m 3) 13-11-2010 t/m 27-11-2010 Hitnotering: (Week 4 t/m 12) 23-04-2011 t/m 18-06-2011 | Hitnotering: (Week 1 t/m 3) 13-11-2010 t/m 27-11-2010 Hitnotering: (Week 4 t/m 12) 23-04-2011 t/m 18-06-2011 | Hitnotering: (Week 1 t/m 3) 13-11-2010 t/m 27-11-2010 Hitnotering: (Week 4 t/m 12) 23-04-2011 t/m 18-06-2011 |
| Week: | 1 | 2 | 3 | | 4 | 5 | 6 | 7 | 8 | 9 | 10 | 11 | 12 | |
| --- | --- | --- | --- | --- | --- | --- | --- | --- | --- | --- | --- | --- | --- | --- |
| Positie: | 91 | 51 | 70 | uit | 79 | 78 | 68 | 80 | 91 | 59 | 74 | 79 | 80 | uit |